# ننه گوریونین
نِنِه گوریونین (به ژاپنی: 禰々御料人 ねねごりょうにん) (تولد ۱۵۲۸ – مرگ ۱۵۴۳ میلادی) یکی از زنان ژاپنی و دختر سوم تاکدا نوبوتورا در دوره سنگوکو در ژاپن بود. وی همسر اصلی سووا یوریشیگه و خواهر تاکدا شینگن (تولد ۱۵۲۱ میلادی)، تاکدا نوبوشیگه و تاکدا نوبوکادو بود. وی مادر چوکیو (خاندان سووا) (長岌 ちょうきゅう)  بود.